# Aloe kwasimbana
Aloe kwasimbana ist eine Pflanzenart der Gattung der Aloen in der Unterfamilie der Affodillgewächse (Asphodeloideae). Das Artepitheton kwasimbana leitet sich von den Swahili-Worten kwa für ‚Ort des‘ sowie simba für ‚Löwe‘ ab und erinnert an die Tötung eines Löwen durch den Sammler der Art.

## Beschreibung

### Vegetative Merkmale
Aloe kwasimbana wächst stammbildend und strauchig, ist ausgestreckt oder aufrecht. Die Stämme erreichen eine Länge von bis zu 150 Zentimeter und sind 2 bis 3 Zentimeter dick. Sie sind mit den Resten toter Blätter bedeckt. Die zwölf bis 15 deltoid-spitzen Laubblätter bilden Rosetten. Die dunkelgrüne Blattspreite ist 45 Zentimeter lang und 3 Zentimeter breit. Die deltoiden, roten Zähne am knorpeligen Blattrand sind 2 Millimeter lang und stehen 10 Millimeter voneinander entfernt. Der bräunlich gelbe Blattsaft trocknet braun.

### Blütenstände und Blüten
Die seitlich erscheinenden Blütenstände bestehen aus zehn oder mehr Zweigen und erreichen eine Länge von 30 bis 40 Zentimeter. Die ziemlich dichten, kopfigen Trauben sind bis zu 10 Zentimeter lang. Die deltoiden Brakteen weisen eine Länge von 5 bis 8 Millimeter auf. Die glänzend orangefarbenen Blüten sind fein weiß gesprenkelt und stehen an 10 bis 12 Millimeter langen, orangefarbenen Blütenstielen. Die Blüten sind 25 bis 28 Millimeter lang. Auf Höhe des Fruchtknotens weisen die Blüten einen Durchmesser von 8 Millimeter auf. Ihre äußeren Perigonblätter sind auf einer Länge von 7 Millimetern nicht miteinander verwachsen. Die Staubblätter und der Griffel ragen 5 Millimeter aus der Blüte heraus.

## Systematik und Verbreitung
Aloe kwasimbana ist in Tansania auf Granitfelsbuckeln in einer Höhe von 830 Metern verbreitet. Die Art ist nur vom Typusfundort bekannt.
Die Erstbeschreibung durch Thomas A. McCoy und John Jacob Lavranos wurde 2007 veröffentlicht.

## Nachweise